# Trichexocentrus anterufus
Trichexocentrus anterufus là một loài bọ cánh cứng trong họ Cerambycidae.